# Mariusz Fyrstenberg
Mariusz Stanisław Fyrstenberg (* 8. červenec 1980, ve Varšavě, Polsko) je polský profesionální tenista specializující se na čtyřhru. Na US Open 2011 se s krajanem Marcinem Matkowskim, se kterým v roce 2003 vytvořil stabilní deblovou dvojici, probojovali do finále mužské čtyřhry.
Ve své dosavadní kariéře vyhrál na okruhu ATP jedenáct turnajů ve čtyřhře.
Na žebříčku ATP pro čtyřhru byl nejvýše klasifikován v říjnu 2010 na 10. místě.

## Finálová utkání na Grand Slamu

### Čtyřhra: 1 (0–1)

#### Finalista
| Rok  | Turnaj  | Povrch | Spoluhráč        | Vítězové                         | Výsledek |
| 2011 | US Open | tvrdý  | Marcin Matkowski | Jürgen Melzer Philipp Petzschner | 6–2, 6–2 |

## Finálové účasti na turnajích ATP (30)

### Čtyřhra
| \| Legenda (do/od roku 2009) \| \| --------------------------------- \| \| Grand Slam (0–0) \| \| ATP World Tour Finals (0–0) \| \| ATP World Tour Masters 1000 (1–3) \| \| ATP World Tour 500 Series (1–4) \| \| ATP World Tour 250 Series (9–11) \| |
| Legenda (do/od roku 2009) |
| Grand Slam (0–0) |
| ATP World Tour Finals (0–0) |
| ATP World Tour Masters 1000 (1–3) |
| ATP World Tour 500 Series (1–4) |
| ATP World Tour 250 Series (9–11) |

#### Vítěz (11)
| Č.  | Datum           | Turnaj                         | Povrch | Partner          | Soupeři ve finále                 | Výsledek         |
| 1.  | 3. srpen 2003   | Sopoty, Polsko                 | antuka | Marcin Matkowski | František Čermák Leoš Friedl      | 6-4, 6-77, 6-3   |
| 2.  | 29. únor 2004   | Costa Do Sauipe, Brazílie      | antuka | Marcin Matkowski | Tomas Behrend Leoš Friedl         | 6-2, 6-2         |
| 3.  | 7. srpen 2005   | Sopoty, Polsko                 | antuka | Marcin Matkowski | Lucas Arnold Ker Sebastian Prieto | 7-67, 6-4        |
| 4.  | 17. září 2006   | Bukurešť, Rumunsko             | antuka | Marcin Matkowski | Martín García Luis Horna          | 6-75, 7-65, 10-8 |
| 5.  | 5. srpen 2007   | Sopoty, Polsko                 | antuka | Marcin Matkowski | Martín García Sebastian Prieto    | 6-1, 6-1         |
| 6.  | 14. říjen 2007  | Vídeň, Rakousko                | tvrdý  | Marcin Matkowski | Tomas Behrend Christopher Kas     | 6-4, 6-2         |
| 7.  | 15. červen 2008 | Warszawa, Polsko               | antuka | Marcin Matkowski | Nikolaj Davyděnko Jurij Ščukin    | 6-0, 3-6, 10-4   |
| 8.  | 19. říjen 2008  | Madrid, Španělsko              | tvrdý  | Marcin Matkowski | Mahesh Bhupathi Mark Knowles      | 6-4, 6-2         |
| 9.  | 19. červen 2009 | Eastbourne, Spojené království | tráva  | Marcin Matkowski | Travis Parrott Filip Polášek      | 6-4, 6-4         |
| 10. | 4. říjen 2009   | Kuala Lumpur, Malajsie         | tvrdý  | Marcin Matkowski | Igor Kunicyn Jaroslav Levinský    | 6-2, 6-1         |
| 11. | 18. června 2010 | Eastbourne, UK (2)             | tráva  | Marcin Matkowski | Colin Fleming Ken Skupski         | 6–3, 5–7, [10–8] |

#### Finalista (19)
| Č.  | Datum          | Turnaj                    | Povrch  | Partner          | Vítězové                            | Výsledek          |
| 1.  | 2. říjen 2005  | Palermo, Itálie           | antuka  | Marcin Matkowski | Martín García Mariano Hood          | 6-2, 6-3          |
| 2.  | 26. únor 2006  | Costa Do Sauipe, Brazílie | antuka  | Marcin Matkowski | Lukáš Dlouhý Pavel Vízner           | 6-1, 4-6, 10-3    |
| 3.  | 30. duben 2006 | Barcelona, Španělsko      | antuka  | Marcin Matkowski | Mark Knowles Daniel Nestor          | 6-2, 6-74, 10-5   |
| 4.  | 27. srpen 2006 | New Haven, USA            | tvrdý   | Marcin Matkowski | Jonathan Erlich Andy Ram            | 6-3, 6-3          |
| 5.  | 1. říjen 2006  | Palermo, Itálie           | antuka  | Marcin Matkowski | Martín García Luis Horna            | 7-61, 7-62        |
| 6.  | 29. říjen 2006 | Basilej, Švýcarsko        | koberec | Marcin Matkowski | Mark Knowles Daniel Nestor          | 4-6, 6-4, 10-8    |
| 7.  | 26. srpen 2007 | New Haven, USA            | tvrdý   | Marcin Matkowski | Mahesh Bhupathi Nenad Zimonjić      | 6-3, 6-3          |
| 8.  | 7. říjen 2007  | Mety, Francie             | tvrdý   | Marcin Matkowski | Arnaud Clément Michaël Llodra       | 6-1, 6-4          |
| 9.  | 21. říjen 2007 | Madrid, Španělsko         | tvrdý   | Marcin Matkowski | Bob Bryan Mike Bryan                | 6-3, 7-64         |
| 10. | 4. květen 2008 | Barcelona, Španělsko      | antuka  | Marcin Matkowski | Bob Bryan Mike Bryan                | 6-3, 6-2          |
| 11. | 14. září 2008  | Bukurešť, Rumunsko        | antuka  | Marcin Matkowski | Nicolas Devilder Paul-Henri Mathieu | 7-64, 6-79, 22-20 |
| 12. | 5. říjen 2008  | Mety, Francie             | tvrdý   | Marcin Matkowski | Arnaud Clément Michaël Llodra       | 5-7, 6-3, 10-8    |
| 13. | 9. srpen 2009  | Washington, USA           | tvrdý   | Marcin Matkowski | Martin Damm Robert Lindstedt        | 7-5, 7-63         |
| 14. | 18. říjen 2009 | Šanghaj, Čína             | tvrdý   | Marcin Matkowski | Julien Benneteau Jo-Wilfried Tsonga | 6-2, 6-4          |
| 15. | 3. října 2010  | Kuala Lumpur, Malajsie    | tvrdý   | Marcin Matkowski | František Čermák Michal Mertiňák    | 7–6(3), 7–6(5)    |
| 16. | 10. října 2010 | Peking, ČLR               | tvrdý   | Marcin Matkowski | Bob Bryan Mike Bryan                | 6–1, 7–6(5)       |
| 17. | 17. října 2010 | Šanghaj, ČLR              | tvrdý   | Marcin Matkowski | Jürgen Melzer Leander Paes          | 7–5, 4–6, [10–5]  |
| 18. | 31. října 2010 | Vídeň, Rakousko           | tvrdý   | Marcin Matkowski | Daniel Nestor Nenad Zimonjić        | 7–5, 3–6, [10–5]  |
| 19. | 10. září 2011  | US Open, USA              | tvrdý   | Marcin Matkowski | Jürgen Melzer Philipp Petzschner    | 6–2, 6–2          |

## Davisův pohár
Mariusz Fyrstenberg se k říjnu 2010 zúčastnil 21 zápasů v Davisově poháru za tým Polska s bilancí 7-5 ve dvouhře a 13-4 ve čtyřhře.

## Postavení na žebříčku ATP na konci sezóny

### Dvouhra
| Rok    | 2000  | 2001   | 2002   | 2003   | 2004   | 2005   | 2006    |
| Pořadí | 1051. | ▲ 381. | ▼ 388. | ▼ 557. | ▼ 655. | ▼ 693. | ▼ 1540. |

### Čtyřhra
| Rok    | 1999 | 2000   | 2001   | 2002   | 2003  | 2004  | 2005  | 2006  | 2007  | 2008  |
| Pořadí | 693. | ▲ 609. | ▲ 298. | ▲ 169. | ▲ 88. | ▲ 49. | ▼ 54. | ▲ 16. | ▼ 24. | ▲ 15. |